# Independence II-kulturen
Independence II-kulturen var navnet på en arktisk kultur og levevis, som udvikledes i Canada og herfra bredte sig til Grønland omkring år 800 f.Kr., og forekom langs nordkysten af Grønland i områder omkring Independence-fjorden. Independence II forekom i samme tidsrum, hvor Dorset-kulturen var udbredt i det sydlige Grønland.
Independence II-kulturen adskiller sig fra Independence I ved, at menneskene var mindre afhængige af moskusoksekød, men spiste mere mad fra havet, som fisk, sæl, hvalros.
Allerede omkring år 400 f.Kr kom der en ny kuldeperiode, isen blev tykkere, og dyrene trak mod syd. Ca. år 200 regnes som slutningen af Independence II perioden. Fra den tid var Grønland ubeboet i 500 år, før en ny indvandring fra Dorset-kulturen kom til Grønland.